# Завод азотних добрив у Арзу (OAO)
Завод азотних добрив у Арзу (OAO) — підприємство хімічної промисловості, яке працює на північному заході Алжиру.
Проєкт реалізувала компанія El Sharkia El Djazairia El Omania lil Asmida (AOA), засновниками якої з частками 51 % та 49 % виступили оманська Suhail Bahwan Group (Holding) LLC (SBGH) та алжирський державний нафтогазовий концерн Sonatrach.
Завод, що почав роботу в 2017 році, має дві установки з виробництва аміаку добовою потужністю по 2000 тонн (загальна річна потужність майданчику рахується як 1,35 млн тонн). Сировиною для них є природний газ, що надходить по газотранспортному коридору Хассі-Р'Мель – Арзу.
Близько 10 % аміаку планується експортувати, проте абсолютна більшість цього продукту призначена для виробництва сечовини добовою продуктивністю 7000 тонн (річна потужність рахується як 2,4 млн тонн).
Енергетичні потреби майданчику обслуговують власні газотурбінні установки загальною потужністю 50 МВт.
Завод розташований на узбережжі Середземного моря та має власний портовий термінал зі причалом завдовжки 1,46 км, який може відправляти суднові партії по 60 тисяч тонн сечовини та 30 тисяч тонн аміаку.